# تیم ملی فوتبال اوستیای جنوبی
تیم ملی فوتبال اوستیای جنوبی نماینده‌ی اوستیای جنوبی در مسابقات بین‌المللی است. آنها در فیفا یا یوفا عضو نیستند، بنابراین نمی‌توانند در جام جهانی فوتبال یا جام ملت‌های اروپا شرکت کنند. نخستین بازی آنها مقابل آبخاز در سوخومی در ۲۳ سپتامبر ۲۰۱۳ بود که آنجا ۳ - ۰ شکست خوردند.
آنها در نخستین دوره‌ی جام جهانی کونیفا در سال ۲۰۱۴ شرکت کردند و در پایان رتبه‌ی چهارم را کسب کردند.